# Kaiser-klass (slagskepp)
Kaiser-klass var en fartygsklass bestående av fem slagskepp som byggdes i Tyskland före första världskriget och tjänstgjorde i Kaiserliche Marine under kriget. Det var den tredje klassen av tyska dreadnoughts och den första med turbinmotorer. De fem fartygen var Kaiser, Friedrich der Grosse, Kaiserin, Prinzregent Luitpold och König Albert. Som vanligt för tyska slagskepp under perioden var huvudartilleriet på Kaiser-klassen mindre än sina brittiska rivaler: 30,5 cm jämfört med 34,3 cm kanoner i den brittiska Orion-klassen.
Samtliga fem fartyg gjorde insatser i Nordsjön under kriget där de tjänstgjorde tillsammans som VI-divisionen i III-krigseskadern. Fyra var närvarande under Skagerrakslaget; König Albert låg vid kaj vid den tidpunkten. Av de fyra fartygen som deltog i slaget skadades bara Kaiser när hon träffades av två grovkalibriga granater. Fartygen deltog också i Operation Albion i Östersjön. Under operationen omorganiserades de som IV-krigseskadern under ledning av viceamiral Wilhelm Souchon.
I slutet av kriget internerades alla fem fartyg vid den brittiska flottbasen i Scapa Flow. Den 21 juni 1919 sänktes de av sina egna besättningar för att förhindra att de skulle bli beslagtagna av Royal Navy. Fartygen bärgades därefter och höggs upp för skrotning mellan 1929 och 1937.

## Fotnoter
1. ↑  Mätningarna här och på andra håll i artikeln hänvisar till diametern på kanonernas eldrör. Kalibern på de monterade kanonerna på Kaiser-klassens fartyg var 30,5 cm.